# Сежно
Сежно (пол. Sierzno, нім. Zerrin) — село в Польщі, у гміні Битів Битівського повіту Поморського воєводства.
Населення — 221 особа (2011).
У 1975-1998 роках село належало до Слупського воєводства.

## Демографія
Демографічна структура станом на 31 березня 2011 року:
|          | Загалом | Допрацездатний вік | Працездатний вік | Постпрацездатний вік |
| -------- | ------- | ------------------ | ---------------- | -------------------- |
| Чоловіки | 118     | 38                 | 71               | 9                    |
| Жінки    | 103     | 29                 | 63               | 11                   |
| Разом    | 221     | 67                 | 134              | 20                   |